# Sühnekreuz (Blankenburg)

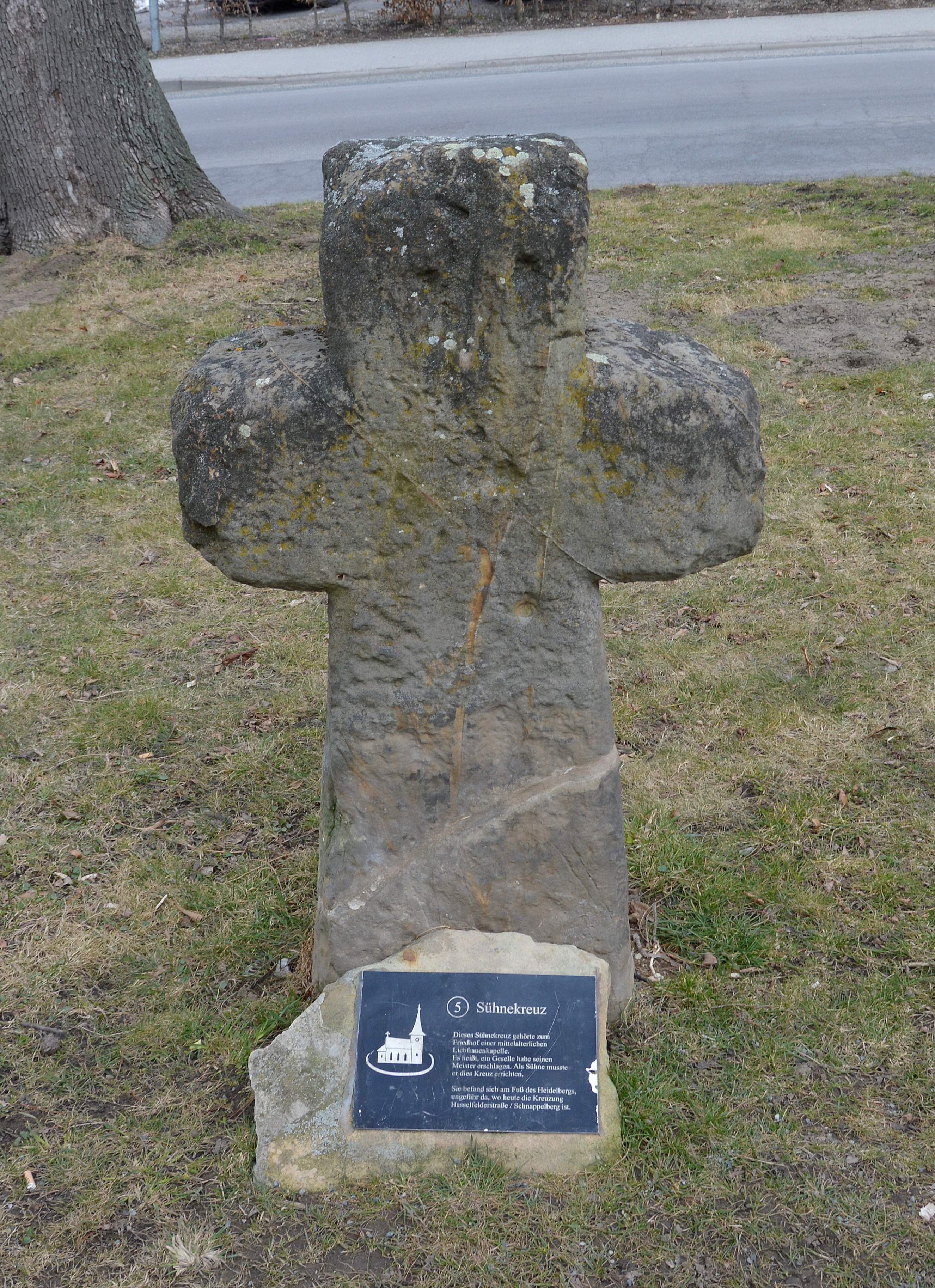
Sühnekreuz in Blankenburg, 2018

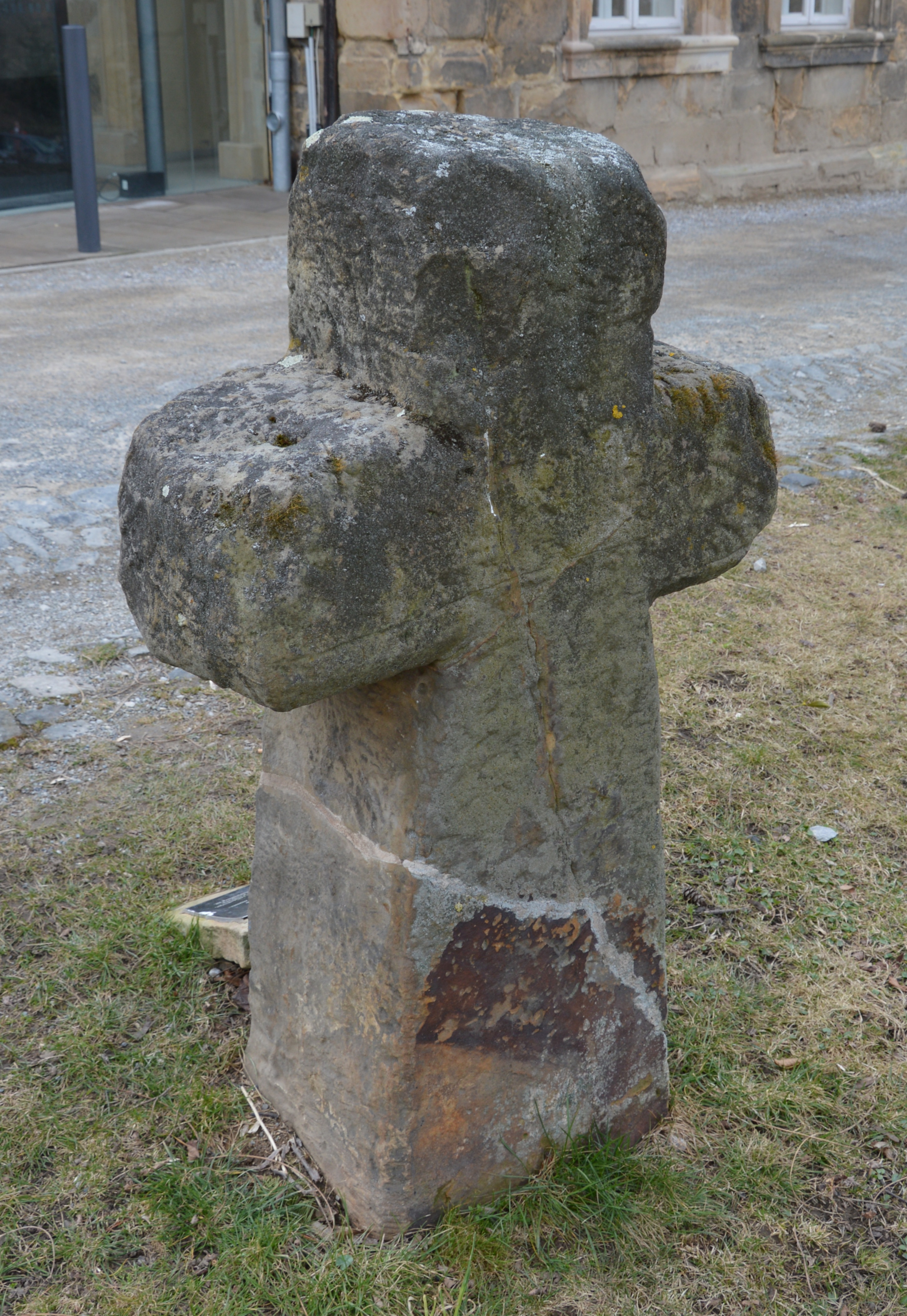
Straßenseite

Das Sühnekreuz ist ein denkmalgeschütztes Steinkreuz in der Stadt Blankenburg (Harz) in Sachsen-Anhalt.

## Lage
Es befindet sich auf der Südseite der Straße Schnappelberg, nördlich des Kleinen Schlosses.

## Geschichte und Gestaltung
Das Sühnekreuz wurde vermutlich in der Zeit nach 1500 errichtet. Es stand lange und noch in den 1980er Jahren weiter südlich zwischen den Grundstücken Hasselfelder Straße 9 und 11 gegenüber der Einmündung des Schnappelbergs. Ursprünglich soll es sich noch weiter südlich befunden haben, bis es wohl aufgrund der Errichtung der dortigen Kasernenbauten umgesetzt worden war.
Der Grund der Errichtung ist unbekannt. Einer Sage nach soll am ursprünglichen Standort des Kreuzes ein Handwerksbursche wegen eines Betrages von drei Pfennigen erschlagen worden sein. Eine am Kreuz aufgestellte Informationstafel gibt anderslautend an, dass ein Geselle seinen Meister erschlagen habe und dafür das Sühnekreuz setzen musste. Danach befand sich das Kreuz ursprünglich auf dem Friedhof einer mittelalterlichen Liebfrauenkapelle.
Die Kanten des Lateinischen Kreuzes sind parallel ausgeführt, wobei sich der Schaft nach unten verbreitert. Das aus Sandstein gefertigte Kreuz ist 117 Zentimeter hoch, bei einer Breite von 72 und einer Stärke von 31 Zentimetern. Am Fuß besteht eine Breite von 44 und einer Stärke von 35 Zentimetern. Am Kreuz sind diverse alte Beschädigungen zu erkennen, die vermutlich auf Verkehrsschäden zurückzuführen sind. Darüber hinaus bestehen Kratzer und Ritzungen.
Im örtlichen Denkmalverzeichnis ist das Sühnekreuz unter der Erfassungsnummer 094 25398 als Kleindenkmal verzeichnet.